# Corel
Corel Corporation abreviación de  "Cowpland Research Labs" es una empresa canadiense desarrolladora de software, fundada en 1985 por Michael Cowpland, su presidente hasta el año 2000. En 2019 fue adquirida por KKR y en 2022, Corel cambió su nombre a Alludo.

## Software de diseño gráfico
La firma es conocida por sus programas de dibujo vectorial CorelDRAW, y de edición de imágenes y fotografías Corel PHOTO-PAINT, comercializados conjuntamente como CorelDRAW Graphics Suite; por el programa de pintura digital Corel PAINTER; y el programa para retoque fotográfico, PAINTSHOP PRO.

## WordPerfect OFFICE
Corel continua el desarrollo de Corel WordPerfect Office existente en tres versiones: Standard, Professional, Home & Student. La suite ofimática integra el procesador de texto WordPerfect, la hoja de cálculo Quattro Pro, el programa de presentación Corel Presentations, la base de datos Paradox (solo en la versión Professional), un auxiliar para documentos electrónicos Wordperfect Lightning, acompañado de programas de otras compañías como Nuance Paperport (OCR) y Mozilla Thunderbird (administrador de correo electrónico). La compañía ha creado aplicaciones para ver documentos creados con WordPerfect para los equipos electrónicos de Apple: Ipod e Itable.
El 17 de julio de 2009, Corel lanzó al mercado de ofimática doméstica Corel HOME OFFICE 1.0 con CorelWRITE, CorelCALCULATE y CorelSHOW, producto desarrollado a partir de Ability Office 5 (Write, Spreadsheet and Chart, Photopaint, Database, Presentation, Photoalbum y Draw).

## Corel y Linux
Durante 1999-2000 lanzó varios productos para Linux, entre ellos CorelDRAW y WordPerfect. También creó su propia distribución de Linux (Corel Linux), basada en Debian y actualmente desarrollada y distribuida por Xandros. A partir de 2001 Corel dejó de comercializar sus productos para Linux.

## Otros productos
Corel tiene en su cartera: WinZip  y los productos para el gran público: WinDVD , VideoStudio Pro , Corel Digital Studio , Corel Parallels, entre otros. Los plugins para programas de edición de mapa de bits: KPT y KnockOut. Variantes de CorelDRAW como Corel Designer Technical Suite, CorelDRAWINGS, Willcom Deco Studio e1.5. Los productos iGRAFx para diseño de gráficas de procesos, entre otros. También tiene uno especializado para Tableta PC: Corel Grafigo 2, y para pantallas táctiles Paint It, también en versiones para Iphone Ipad.
Pasaron por Corel los ahora Roxio Easy Creator, DAZ Bryce, XMetal, que gozan de gran prestigio en sus segmentos.

## Acuerdos con otras compañías
En 1996 compró el departamento de ofimática de Novell, es decir WordPerfect, para crear Corel WordPerfect Office.
Tras cancelarse el proyecto de fusión con Borland, firmó un acuerdo con Microsoft en 2001.
En 2003, Corel fue comprada por Vector Capital, y en 2006 cotiza nuevamente en bolsa. Adquirió entre 2001 y 2006 las compañías Micrografx (creadora del actual Corel Designer y Picture Publisher), JASC (creadora de Paint Shop Pro), Winzip y Ulead-Intervideo, lo que posiciona a Corel como la empresa de software N.º 3 en el mundo, por la variedad en su cartera de productos de software, después de Microsoft y Adobe Systems Incorporated.
En enero de 2012, Corel adquirió Roxio de Rovi Corporation y posteriormente, en julio anunció la adquisición de Pinnacle Systems, un desarrollador de productos de edición de vídeo. 
En diciembre de 2013, la reestructuración de la empresa dio lugar a los despidos del equipo de ingeniería y control de calidad de la sede de Taipei. Esto condujo a una transferencia parcial del desarrollo de productos a empresas subcontratadas, lo que resultó en un desarrollo más rápido y de bajo costo en todas sus líneas de productos. La compañía continuó con los despidos en 2014 y una vez más a principios de 2015 con el cambio del CEO de la compañía a Patrick Nichols, anteriormente jefe de la unidad de negocio WinZip de Corel.
En agosto de 2016, Corel anunció la adquisición del negocio Mindjet MindManager de Spigit. 
En junio de 2018, Corel anunció la adquisición de Gravit y en diciembre de ese mismo año la adquisición de Parallels.
En julio de 2019, Corel fue adquirida por KKR por 1000 millones de dólares. 
En 2021, Prashant Ketkar fue nombrado director de tecnología y productos de la empresa.
En septiembre de 2022, Corel cambió su nombre a Alludo (juego de palabras con la frase "All You Do").  